# Neolamprologus meeli
Neolamprologus meeli är en fiskart som först beskrevs av Poll, 1948.  Neolamprologus meeli ingår i släktet Neolamprologus och familjen Cichlidae. IUCN kategoriserar arten globalt som livskraftig. Inga underarter finns listade i Catalogue of Life.